# Voer (Brabant flamand)
Pour les articles homonymes, voir Voer.
La Voer est un ruisseau de Belgique, affluent de la Dyle à Louvain, donc un sous-affluent de l'Escaut par le Rupel. La source du ruisseau jaillit en forêt de Soignes à Tervueren. C'est d'ailleurs la rivière qui a donné son nom la commune.
La première mention de la voer est une inscription où il est noté en latin Fura datant de 1222.

## Anecdotes
La Meuse a un affluent du même nom: la Voer.